# Nauro Machado
Nauro Diniz Machado (São Luís, 2 de agosto de 1935 - 28 de novembro de 2015), foi um poeta e escritor brasileiro.

## Biografia
Filho de Torquato Rodrigues Machado e Maria de Lourdes Diniz Machado, foi casado com a também escritora Arlete Nogueira da Cruz. 
Poeta autodidata com vasto conhecimento em artes e filosofia. Comparado por alguns críticos a Fernando Pessoa,  é original por ser poeta universal entre seus contemporâneos mais imediatos, como Ferreira Gullar, Lago Burnett, José Chagas e Bandeira Tribuzi. Se Gullar questiona a própria forma poética, Nauro Machado questiona a própria essência e destinação do ser humano, sem deixar de cultivar uma linguagem poética e uma técnica de versos exemplares. Sua obra apresenta traços de reflexão existencial angustiada e violenta que encontra poucas comparações na lírica de língua portuguesa.
Exerceu diversos cargos em órgão públicos entre eles DETRAN e EMATER e também na Secretaria de Cultura do Estado do Maranhão. Nauro Machado sempre viveu em São Luís, ausentando-se apenas por breves períodos, sobretudo para o Rio de Janeiro para publicar boa parte de suas obras. No entanto, grande parte de sua vida Nauro dedicou à sua grande paixão, a poesia.  Recebeu diversos prêmios, dentre eles Academia Brasileira de Letras e da União brasileira de Escritores; teve varias de suas obras traduzidas para o alemão, francês e inglês.
Em novembro de 2014 publicou um livro, com o título: Esôfago Terminal, cujas poesias remetem a dor e a superação da sua luta contra o câncer.
Em outubro de 2015 recebeu o título de "Doutor Honoris Causa", concedido pelo Reitor da Universidade Federal do Maranhão, 
Em novembro de 2015 lançou seu último livro em vida: O baldio som de Deus. Na ocasião revelou ter cinco livros prontos, ainda não publicados.
Morreu aos 80 anos em decorrência de uma isquemia no trato digestivo e foi sepultado no cemitério do Gavião, no bairro Madre Deus, em São Luís.

## Obras
- Campo sem base (1958)
- O Exercício do caos (1961)
- Do frustrado órfico (1963)
- Segunda comunhão (1964)
- Ouro noturno (1965)
- Zoologia da alma (1966)
- Necessidade do divino (1967)
- Noite ambulatória' (1969)
- Do eterno indeferido (1971)
- Décimo divisor comum (1972)
- Testamento provincial (1973)
- A Vigésima jaula (1974)
- Os parreirais de Deus (1975)
- Os órgãos apocalípticos (1976)
- A antibiótica nomenclatura do inferno (1977)
- As órbitas da água (1978)
- Masmorra didática (1979)
- Antologia poética, (1958-1979) (1980)
- O calcanhar do humano (1981)
- O cavalo de Tróia (1982)
- O signo das tetas (1984)
- Aplicerum da clausura : (novos sonetos) (1985)
- Opus da agonia (1986)
- O anafilático desespero da esperança (1987)
- A rosa blindada (1989)
- Mar abstêmio (1991)
- Lamparina da aurora (1992)
- Funil do ser : canções mínimas (1995)
- A travessia do Ródano (1997)
- Antologia poética (1998)
- Túnica de ecos (1999)
- Jardim de infância (2000)
- Nau de Urano (2002)
- O alaúde ambíguo (2002)
- A rocha e a rosca: poema (2003)
- Pão maligno com miolo de rosas: poema (2004)
- Pátria do exílio : terceiro e último canto do poema Trindade Dantesca (2007)
- Trindade dantesca: (poema) (2008)
- O Cirurgião de Lázaro (2010)
- Província : o pó dos pósteros (2012)
- Percurso de sombras (2013)
- Esôfago Terminal (2014)
- O baldio som de Deus (2015)
- Canções de Roda nos Pés da Noite (2016)